# Chmury
Chmury ist ein kleiner Ort in der polnischen Woiwodschaft Ermland-Masuren. Er gehört zur Stadt-und-Land-Gemeinde Dobre Miasto (Guttstadt) im Powiat Olsztyński (Kreis Allenstein).
Chmury liegt am Westufer des Leimangelsee (polnisch Jezioro Limajno) im nördlichen Westen der Woiwodschaft Ermland-Masuren, 18 Kilometer nordwestlich der Kreismetropole und auch Woiwodschaftshauptstadt Olsztyn (deutsch Allenstein).
Chmury ist eine Osada leśna (= „Waldsiedlung“) und gehört zur Gmina Dobre Miasto (Stadt-und-Land-Gemeinde Guttstadt). Über die Gründung und Geschichte des Ortes liegen keine Belege vor, auch nicht in Beantwortung der Frage, ob er vor 1945 eine deutsche Bezeichnung gehabt hat. Möglich ist auch eine Entstehung erst nach 1945. 
Die Siedlung liegt im Gebiet der römisch-katholischen Pfarrei Głotowo (Glottau) im Erzbistum Ermland bzw. in der Diözese Masuren der Evangelisch-Augsburgischen Kirche in Polen.
Chmury ist auf Landwegen von den drei Nachbarorten Cerkiewnik (Münsterberg), Swobodna (Schwuben) und Wilki (Wölken) aus zu erreichen. Cerkiewnik und Swobodna sind außerdem die nächsten Bahnstationen an der PKP-Linie 221: Olsztyn Gutkowo–Braniewo.